# Веарем-Сентер (Массачусетс)
Веарем-Сентер (англ. Wareham Center) — переписна місцевість (CDP) в США, в окрузі Плімут штату Массачусетс. Населення — 2972 особи (2020).

## Географія
Веарем-Сентер розташований за координатами 41°45′2″ пн. ш. 70°43′19″ зх. д. / 41.75056° пн. ш. 70.72194° зх. д. (41.750428, -70.722072).  За даними Бюро перепису населення США в 2010 році переписна місцевість мала площу 4,91 км², з яких 3,76 км² — суходіл та 1,15 км² — водойми.

## Демографія
Згідно з переписом 2010 року, у переписній місцевості мешкало 2896 осіб у 1286 домогосподарствах у складі 753 родин. Густота населення становила 590 осіб/км².  Було 1974 помешкання (402/км²).
Расовий склад населення:
| - 88,6 % — білих - 3,0 % — чорних або афроамериканців - 0,7 % — корінних американців - 0,5 % — азіатів - 2,5 % — осіб інших рас |

До двох чи більше рас належало 4,6 %. Частка іспаномовних становила 1,8 % від усіх жителів.
За віковим діапазоном населення розподілялося таким чином: 22,4 % — особи молодші 18 років, 60,0 % — особи у віці 18—64 років, 17,6 % — особи у віці 65 років та старші. Медіана віку мешканця становила 43,1 року. На 100 осіб жіночої статі у переписній місцевості припадало 92,8 чоловіків;  на 100 жінок у віці від 18 років та старших — 87,8 чоловіків також старших 18 років.
Середній дохід на одне домашнє господарство  становив 57 423 долари США (медіана — 43 844), а середній дохід на одну сім'ю — 68 875 доларів (медіана — 49 801). Медіана доходів становила 58 940 доларів для чоловіків та 36 420 доларів для жінок. За межею бідності перебувало 18,7 % осіб, у тому числі 27,1 % дітей у віці до 18 років та 9,1 % осіб у віці 65 років та старших.
Цивільне працевлаштоване населення становило 1555 осіб. Основні галузі зайнятості: освіта, охорона здоров'я та соціальна допомога — 29,9 %, мистецтво, розваги та відпочинок — 20,2 %, роздрібна торгівля — 11,3 %, виробництво — 8,2 %.